# Hans Kafka
Hans Kafka, ab 1940 auch John Kafka oder John H. Kafka (* 26. Dezember 1902 in Wien; † 5. Februar 1974 in München) war ein österreichischer Journalist, Schriftsteller und Drehbuchautor. Er ist nicht mit dem Schriftsteller Franz Kafka verwandt.

## Leben
Kafka ging 1925 nach Berlin, wo er als Theater- und Filmkritiker arbeitete und zwei Bände mit Erzählungen veröffentlichte. Nach der Machtübernahme der Nazis 1933 emigrierte er nach Wien, London und Paris und schrieb Drehbücher sowie seinen ersten Roman Die Geschichte einer großen Liebe.
Von 1940 bis 1958 lebte er in Hollywood und New York, hauptsächlich als Drehbuchautor. Er war lange Jahre Redakteur der Kolumne „Hollywood Calling – Hans Kafka Speaking“ in der deutschen Exilzeitschrift Aufbau und versorgte die deutschsprachige Emigrantenkolonie in Los Angeles mit Neuigkeiten aus dem kulturellen Leben. 1947 und 1949 entstanden seine beiden Hauptwerke, die Romane The apple orchard und Sicilian street.
1958 kehrte Kafka zurück nach Deutschland und berichtete als Korrespondent des New Yorker Wochenblatts Variety über das Kulturleben im deutschsprachigen Raum.

### Frühe Jahre
Hans Kafka wurde am 26. Dezember 1902 in Wien-Mariahilf als Sohn eines jüdischen Arztes geboren. Er hatte eine Schwester, Mimi Kafka, die in erster Ehe mit Fritz Mandel verheiratet war, in zweiter Ehe mit Hans Schnabl. Sie emigrierte 1939 nach Australien und kehrte 1950 nach Wien zurück, wo sie 1975 starb.
Der „kleine Kafka“, wie ihn seine Freunde im kalifornischen Exil nannten, war nicht verwandt mit Franz Kafka, eine Begegnung mit diesem gehörte jedoch zu seinen „stärksten Kindheitserinnerungen“. Er besuchte das Wiener Kandl-Gymnasium und begann anschließend auf väterlichen Wunsch ein Medizinstudium an der Wiener Universität. Nach zwei Jahren tauschte er das Studienfach gegen Philosophie und Rechtswissenschaften. Während oder nach dem Studium war er bei der Wiener Creditanstalt angestellt.
Als junger Mann veröffentlichte er erste Gedichte und Prosaskizzen in den Wiener Zeitschriften Die Wage und Der Tag (gegründet 1922). Das Berliner Tageblatt brachte Reisereportagen Kafkas aus Italien, aber auch Kurzgeschichten,
Skizzen und Aufsätze.

### Berlin (ab 1925)
1925 ging Kafka nach Berlin und lebte von nun ab vom Schreiben. Er arbeitete hauptsächlich als Theater- und Filmkritiker für die Tageszeitungen B.Z. am Mittag und Tempo, die beide im Ullstein-Verlag erschienen, und für das Wochenblatt Die literarische Welt. Für die illustrierten Wochenblätter Simplicissimus und Jugend lieferte er kleine Glossen
und kurze Erzählungen. Ab 1930 verfasste Kafka im Auftrag des Ullstein-Verlags unter anderem Reportagen über berühmte Kriminalfälle, für die er auf Reisen durch Italien, Frankreich und Skandinavien recherchierte. 1927 erschien seine erste Novellensammlung Das Grenzenlose mit „fünfundzwanzig Geschichten“, die Franz Theodor Csokor als „surrealistisch“ empfand, während Oskar Maria Graf das „Spielerisch-Gelassene“ der Erzählungen hervorhob. Es folgte 1928 sein zweiter Erzählband Berechnungen und 1931 die Biografie Hans Albers. Das Märchen einer Karriere. 1932 betätigte sich Kafka zum ersten Mal als Drehbuchautor für das Filmlustspiel Im Bann des Eulenspiegels. Von 1928 bis 1932 war Kafka auch an 18 Hörfunksendungen beteiligt.

### Exil (ab 1933)
Nach der Machtübernahme der Nazis verlor Kafka im April 1933 wegen seiner „nicht-arischen“ Abstammung seine Anstellung beim Ullstein-Verlag. Er unternahm eine Reise nach Chicago, lebte kurze Zeit in der Tschechoslowakei, kehrte 1934 in seine Heimatstadt Wien zurück, ging 1936 nach London, 1937 nach Paris und emigrierte 1940 in die USA, wo er bis 1958 in Hollywood lebte, zwischendurch auch drei Jahre in New York.

#### Wien / London
Um seinen Lebensunterhalt zu sichern, arbeitete Kafka in Wien für den Ralph A. Höger Verlag an verschiedenen Auftragswerken, unter anderem verfasste er einen Kunst-Baedeker von Wien und 1935 das mit italienischem Geld finanzierte Buch Gedanken und Worte, eine Auswahl von Reden und Schriften Mussolinis, die er übersetzte und um eine Einleitung und Kapitelkommentare ergänzte. Zwischen 1935 und 1936 entstand, ebenfalls in Wien, Kafkas erster Roman Die Geschichte einer großen Liebe, die „fiktionale Schilderung der Liebesbeziehung zwischen Lord Nelson und Lady Hamilton“, die er unter dem Pseudonym Walter Gundacker veröffentlichte. 1936 übersiedelte er nach London, „um mit Alexander Korda an Filmprojekten zu arbeiten“.

#### Paris
1937 ließ sich Kafka mit seiner Frau, der Theaterschauspielerin Trude Burr, in Paris nieder. Hier verfasste er das Drehbuch zu dem Film Carrefour, der 1938 von Kurt Bernhardt verfilmt und vom französischen Staat preisgekrönt wurde. Eine englische Version des Films kam 1940 unter dem Titel Dead Man’s Shoes heraus. In Paris schrieb er auch die Story The Uniform, die 1940 unter dem Titel They Met in Bombay in Hollywood verfilmt wurde. Die Story The Birthday Gift, konnte er ebenfalls nach Hollywood verkaufen (erst 1960 unter dem Titel North to Alaska verfilmt), und von dem Erlös die Emigration nach den USA finanzieren.
Im Juni 1939 zogen Kafka und seine Frau zusammen mit dem Komponisten Erich Zeisl und seiner Familie in eine Villa bei Paris (siehe Hans Kafka und Erich Zeisl). Nach Kriegsausbruch wurde Kafka als Österreicher fünf Monate lang interniert, in Maisons-Laffitte bei Paris und in zwei Lagern in der Normandie, Domfront und Damigny. Nachdem seine Frau beim amerikanischen Konsulat in Paris Visa für die Ausreise nach den USA erwirkt hatte, wurde Kafka im Februar 1940 aus dem Internierungslager entlassen.

#### Hollywood (ab 1940)
Nach seiner Freilassung aus der französischen Internierung schifften sich Kafka und seine Frau auf dem Dampfer „De Grasse“ ein, dem letzten Fahrgastschiff, das vor dem deutschen Einmarsch noch von Frankreich aus abfuhr. Am 22. Februar 1940 landeten sie in New York und wurden von dem Produzenten Paul Gordon und Kafkas Agent George Marton empfangen. Im Mai 1940 ließ sich das Ehepaar Kafka in Los Angeles nieder. Sie mieteten einen Bungalow in der Larrabee Street im Westen Hollywoods, einige Kilometer östlich von Beverly Hills, wo viele prominente Emigranten residierten. In der „Kolonie“ der deutsch-österreichischen Emigranten, wo jeder jeden kannte, fühlte er sich alsbald zu Hause. In einem Akt der Anpassung an die neue Heimat änderte Kafka seinen Namen in John Kafka bzw. John H. Kafka und nahm 1945 auch unter diesem Namen die amerikanische Staatsbürgerschaft an. Anders als viele seiner Emigrantenkollegen fand der gut Englisch sprechende Kafka dank seiner bereits in England geknüpften Kontakte schnell Arbeit in Hollywood. Seine Frau hatte weniger Glück. Sie arbeitete zwar als Schauspielerin an kleineren Bühnen in Los Angeles, eine Karriere beim Film blieb ihr jedoch verschlossen.
Im Sommer 1940 arbeitete Kafka an dem Film They Met in Bombay, für den er mit The Uniform die Vorlage geliefert hatte, dann an dem Film Crossroads, eine amerikanische Neuauflage von Carrefour bzw. Dead Man’s Shoes. Bei beiden Filmen wird Kafka im Vorspann nur als Story-Geber genannt. Auch Kafka musste immer wieder um Verträge mit den Studios ringen, wie aus seinem Briefwechsel mit Erich Zeisl hervorgeht. Im Lauf der Jahre hatte er mehrere Kontrakte mit einer Laufzeit von vier bis zwölf Monaten, drei Verträge bei MGM, je zwei bei Columbia und King Brothers und einen mit Warner Brothers. Seine Mitarbeit an dem Drehbuch zu dem 1960 herauskommenden Film Man on a String war Kafkas letzte Arbeit für Hollywood.
Von 1941 bis 1947 war Kafka Mitarbeiter der wöchentlich erscheinenden deutschsprachigen Emigrantenzeitschrift Aufbau (siehe unten). Zeitweise war Kafka auch Redakteur der Beilage „Die Westküste“ und der Clubseite des „Jewish Club of 1933“, in dem er Mitglied war. 1944 und 1946 wurde er jeweils für zwei Jahre als Member of the Board of Directors (Vorstandsmitglied) gewählt und dem Press Committee zugeteilt, das verantwortlich war für die Clubseite im Aufbau.
Zwischen 1945 und 1946 entstand sein erstes Hauptwerk, ein Roman in englischer Sprache, The apple orchard, der 1947 veröffentlicht wurde. Der Roman schildert die „Lebensgeschichte“ einer Apfelbaumplantage im amerikanischen Nordwesten, beginnend zur Zeit des Bürgerkriegs, und beschreibt gleichnishaft die Geschichte des amerikanischen Westens. Die Apfelplantage wird von Pilgern aufgebaut, erlebt während eines Goldrauschs ihren Niedergang und dann ihre erfolgreiche Wiederauferstehung durch die gesammelten Anstrengungen einer Kooperative. Die Meinung der Kritik war geteilt, aber eher positiv. Warner Brothers kaufte zwar die Filmrechte, aber nachdem Kafka ein halbes Jahr am Drehbuch gearbeitet hatte, wurde die Verfilmung des Stoffs wieder aufgegeben, wahrscheinlich aus politischen Bedenken.

#### New York
1947 beendete Kafka seine Mitarbeit beim Aufbau und übersiedelte 1948 mit seiner Frau nach New York, Schauplatz seines zweiten Hauptwerks, des ebenfalls englisch geschriebenen Romans Sicilian street, den er 1948 in Hollywood begonnen hatte. 1949 vollendete er den Roman, der „den Existenzkampf eines italienischen Puppentheaters in New York schildert“. Kafka beleuchtet darin „den Zusammenprall der alten europäischen Romantik mit der amerikanischen Wirklichkeit“. Der Roman stand vier Wochen auf der vorläufigen Bestsellerliste der New York Times, im Übrigen war die Meinung der Kritik auch bei diesem Werk geteilt. Drei Hollywood-Studios erwarben die Optionsrechte für den Stoff, ohne sie zu nutzen. Nach seiner Rückkehr nach Deutschland erstellte Kafka eine deutsche Neufassung des Romans mit dem Titel Verzauberung in Manhattan, die 1960 in Hamburg erschien und 1961 vom Bertelsmann Lesering übernommen wurde.

#### Hollywood (ab 1950)
1950 ließ sich Kafka wieder in Hollywood nieder. Er verfasste ein Drehbuch für seinen Roman Sicilian street, das jedoch nicht verfilmt wurde. Um 1952 geriet seine Karriere als Filmschriftsteller ins Stocken. Gründe dafür waren eine schwere Erkrankung in den Jahren 1953 bis 1955, gewiss aber auch sein vorübergehender Weggang nach New York, die reduzierte Produktion der Filmgesellschaften und die Konkurrenz durch renommierte Drehbuchautoren unter den Kriegsheimkehrern. Kafka versuchte, sich durch den Verkauf von Geschichten an kleinere Filmgesellschaften und die aufkommenden Fernsehproduktionen über Wasser zu halten, und lieferte zudem Beiträge für den deutschsprachigen Sender Voice of America und sogar Werbetexte für eine Versicherung.
Aus dieser Lebenssituation entsprang eine gewisse Verbitterung, die ihn 1957, zwei Jahre nach dem Tod von Thomas Mann veranlasste, gegen einen deutschen Filmproduzenten einen kuriosen Prozess zu führen. Er behauptete, die Grundidee zu Thomas Manns Roman Die Bekenntnisse des Hochstaplers Felix Krull stamme aus einer seiner Novellen und er müsse deswegen im Filmvorspann als Mitautor genannt werden. Kafka verlor den Prozess, auch darum, weil Thomas Mann den Romanstoff nachweislich 20 Jahre vor der Veröffentlichung von Kafkas Novelle konzipiert hatte.
1956 schrieb Kafka das Theaterstück Mystery Story, für das fünf Broadway-Produzenten
das Optionsrecht erwarben, ohne dass das Stück jedoch zur Aufführung gelangte. 1960 wurde die gleichzeitig entstandene deutsche Fassung des Stücks unter dem Titel Der Mann im Turm in Wien mit Erfolg uraufgeführt.

### München (ab 1958)

Titelkopf der Zeitschrift Variety.

Im Jahr 1958 trat Hans Kafka als Deutschland-Korrespondent in die Dienste der New Yorker Wochenschrift Variety, einem Branchenblatt der Film- und Unterhaltungsindustrie. Er übersiedelte mit seiner Frau am 11. Oktober 1958 nach München, Altheimer Eck, und berichtete fortan über das Film-, Fernseh-, Theater-, Opern- und Musikgeschehen in Deutschland und von den Festspielen in Bayreuth, Salzburg und Wien. Obwohl er nie mehr in die USA reiste, hielt er aufgrund seiner Tätigkeit engen Kontakt mit Hollywood und New York. Kafka war aus „pragmatischen Erwerbsgründen“ nach Deutschland zurückgekehrt, nicht als „überzeugter Remigrant“. Er blieb im Herzen Amerikaner und konnte das Verhalten der Deutschen nach 1933 nicht vergessen. 1972 gestand er in einem Brief an John M. Spalek: „If I weren’t employed by an American company, I wouldn’t be here.“
1959 und 1960 wurden noch einmal drei Filme realisiert, an deren Drehbüchern Kafka beteiligt war:
- 1959 wurde das letzte Drehbuch, an dem er in Hollywood mitgearbeitet hatte, unter dem Titel Man on a string (deutsch: Geheimakte M) verfilmt.
- Auch seine Story The Birthday Gift kam nach zwanzig Jahren Wartezeit 1960 unter dem Titel North to Alaska in die Kinos.
- Das 1959 in englischer Sprache geschriebene Drehbuch Festival wurde 1960 als deutscher Spielfilm unter dem Titel Schlussakkord produziert.[25]

Ebenfalls 1960 wurde die deutsche Fassung seines Theaterstücks Mystery Story unter dem Titel Der Mann im Turm in Wien erfolgreich uraufgeführt, weitere Inszenierungen blieben jedoch aus. Im gleichen Jahr erstellte Kafka eine deutsche Neufassung seines Romans Sicilian street unter dem Titel Verzauberung in Manhattan, die in Hamburg erschien und 1961 vom Bertelsmann Lesering übernommen wurde.

### Lebensabend
Kafka gelang es nicht mehr, in der literarischen Szene der Bundesrepublik Deutschland Fuß zu fassen. Mehrere Herzinfarkte nahmen ihn körperlich und seelisch stark mit, zudem war er zuletzt gelähmt und fast blind und auf Pflege angewiesen. Am 5. Februar 1974 setzte Kafka im Alter von 71 Jahren seinem Leben ein Ende. Er starb in München und wurde in seiner Heimatstadt Wien beigesetzt. Trude Kafka-Burr überlebte ihren Mann um 17 Jahre und starb 1991. Kafkas Nachlass ging in den Besitz von Verwandten in den USA über. Nach Roland Jaeger liefen 2002 „Bemühungen, die dort noch vorhandenen Papiere und Manuskripte für die Exilforschung zu sichern“.

### Hans Kafka und Erich Zeisl

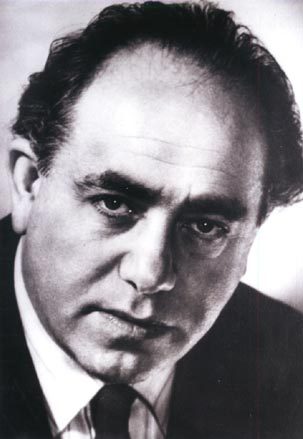
Erich Zeisl.

In den Pariser Emigrantenkreisen lernte Kafka den österreichischen Komponisten Erich Zeisl kennen, mit dem er bis zu dessen Tod 1959 eng befreundet war. Kafka kannte Zeisls Frau Gertrud aus Kindertagen, sie war eine Schulfreundin seiner Schwester Mimi, die ebenfalls nach Paris emigriert war. Zeisl war mit seiner Familie nach den Novemberpogromen 1938 von Wien nach Paris geflüchtet und hatte die ersten Monate in einem Hotel verbracht. Im Juni 1939 zogen die Familien Zeisl und Kafka zusammen in die Villa Les Griffons in Le Vésinet, 20 km westlich von Paris. Später im Exil in den USA setzte Kafka alle Hebel in Bewegung, um für Zeisl bei MGM einen Vertrag als Filmmusiker zu erwirken.
Im Mai 1939 starb im Pariser Exil Joseph Roth, ein Wiener Landsmann der Kafkas und der Zeisls. Zu seinem Gedenken veranstalteten im Juli 1939 Mitglieder des Wiener Reinhardt-Ensembles unter Leitung von Paul Gordon eine szenische Aufführung von Joseph Roths Hiob. Roman eines einfachen Mannes, mit Musik von Erich Zeisl und unter Mitwirkung von Trude Burr als Mendels Tochter Mirjam. Zeisl, tief beeindruckt von Roths Roman, vor allem wegen der starken Bezüge zu seinem eigenen Emigrantenschicksal und weil er sich mit dem Protagonisten des Romans identifizierte, gewann Kafka für die Idee, Hiob in eine Oper umzusetzen. Kafka stellte das englischsprachige Libretto fertig, aber Zeisl blieb in den zwei Jahrzehnten, die er bis zu seinem Lebensende an dem Werk arbeitete, auf halbem Weg stecken: als er 1959 starb, waren nur die ersten zwei von vier Akten fertig. Als „Zeisls Hiob“ brachte die Münchner Staatsoper im Juli 2014 dieses Fragment zusammen mit einer Vollendung der Oper zur Aufführung: Die Bayerische Staatsoper führte mit dem Orchester Jakobsplatz München unter der musikalischen Leitung von Daniel Grossmann die Musik Erich Zeisls (Titel: „Europa“) erstmals vollständig auf; im zweiten Teil („Amerika“) führten Komponist Jan Duszynski und Dramaturg Miron Hakenbeck die Geschichte in einer Auftragskomposition für die Bayerische Staatsoper fort.
1952 wurde in Los Angeles Zeisls komische Oper Leonce und Lena aufgeführt. Kafka hatte dazu das deutsche Libretto, das Hugo F. Koenigsgarten nach Georg Büchners Bühnenstück erstellt hatte, ins Englische übertragen.

## Werk

### Schriften
- Hans Kafka: Das Grenzenlose: Fünfundzwanzig Geschichten. Verlag Die Schmiede, Berlin 1927.
- Hans Kafka: Berechnungen: Erzählungen. „Der Aufbruch“ K. Virneburg, Berlin 1928.
- Hans Kafka: Stegreiftheater. In: Kurt Virneburg, Helmut Hurst (Hrsg.): Junge deutsche Dichtung. Eigenbrödler Verlag, Berlin 1930, S. 178–183.
- Hans Kafka: Hans Albers: Das Märchen einer Karriere. Höger, Wien 1931.
- Benito Mussolini; Hans Kafka (Herausgeber und Übersetzer): Gedanken und Worte. Mit dem Versuch einer „Psychologie des Staatsmanns“ kommentiert. Ralph A. Höger-Verlag, Leipzig / Wien 1935.
- Walter Gundacker (= Hans Kafka): Die Geschichte einer großen Liebe: Roman. Höger, Wien 1936.
- Hans Kafka: Hiob. Englisches Libretto zu einer unvollendeten Oper von Erich Zeisl, nach Joseph Roths Roman „Hiob“. Los Angeles, ab 1939. Unveröffentlicht, Manuskript im Nachlass.[39]
- John Kafka: The Apple Orchard. Coward-McCann, New York 1947.[40]
- John Kafka: Sicilian Street. Deutsche Fassung: „Verzauberung in Manhattan“. Coward-McCann, New York 1949.[41]
- Hugo F. Königsgarten; Hans Kafka (Übersetzung): Leonce und Lena. Libretto zu Erich Zeisls komischer Oper, nach Georg Büchners Bühnenstück. Los Angeles 1952. – Übertragung aus dem Deutschen ins Englische von Hans Kafka. Unveröffentlicht, Manuskript im Nachlass.[42]
- John Kafka: Mystery Story. Schauspiel in englischer Sprache, 1956. Unveröffentlicht, Manuskript im Nachlass.[43]
- John Kafka: Welt und Kaffeehaus: Eine nicht ganz ernste und andere Geschichten. Mit Zeichnungen von Hans Thiemann. Herbig, Berlin 1958.
- John Kafka: Der Mann im Turm: Schauspiel in 3 Akten (9 Bildern). Deutsche Fassung von „Mystery Story“. Bloch, Berlin-Charlottenburg 1959.[44]
- John Kafka: Verzauberung in Manhattan: Roman. Deutsche Fassung von „Sicilian street“.[45] Rütten & Loening, Hamburg 1960.
- Hans Kafka: Phantastische Geschichten. entenpress, Berlin 2017.

### Drehbücher
- 1932: Im Bann des Eulenspiegels.[46]
- 1938: Carrefour.
- 1940: Dead Man’s Shoes, englische Fassung von „Carrefour“.
- 1940: They Met in Bombay, nach Kafkas Erzählung „The Uniform“.[47]
- 1942: Destination Unknown.[7]
- 1942: Crossroads, US-Fassung von „Dead Man’s Shoes“.[47]
- 1944: Johnny Doesn’t Live Here Anymore.[7]
- 1945: The Woman Who Came Back.[7]
- 1957: TV-Episode „A Picture of the Magi“ für die Serie „Family Theatre“,[48] und für die Serie „Telephone Time“.[49]
- 1960: Man on a String, deutsch: Geheimakte M.
- 1960: North to Alaska, nach Kafkas Erzählung „The Birthday Gift“.[2][47]
- 1960: Schlußakkord

### Hörfunk
- 1928–1932: 18 Radiobeiträge in deutschen Sendern: Deutsches Rundfunkarchiv.[50]
- 1950er Jahre: Radiobeiträge für den amerikanischen Auslandssender „Voice of America“.[20]
- Etwa 25 Hörspiele.[20]

### Aufbau

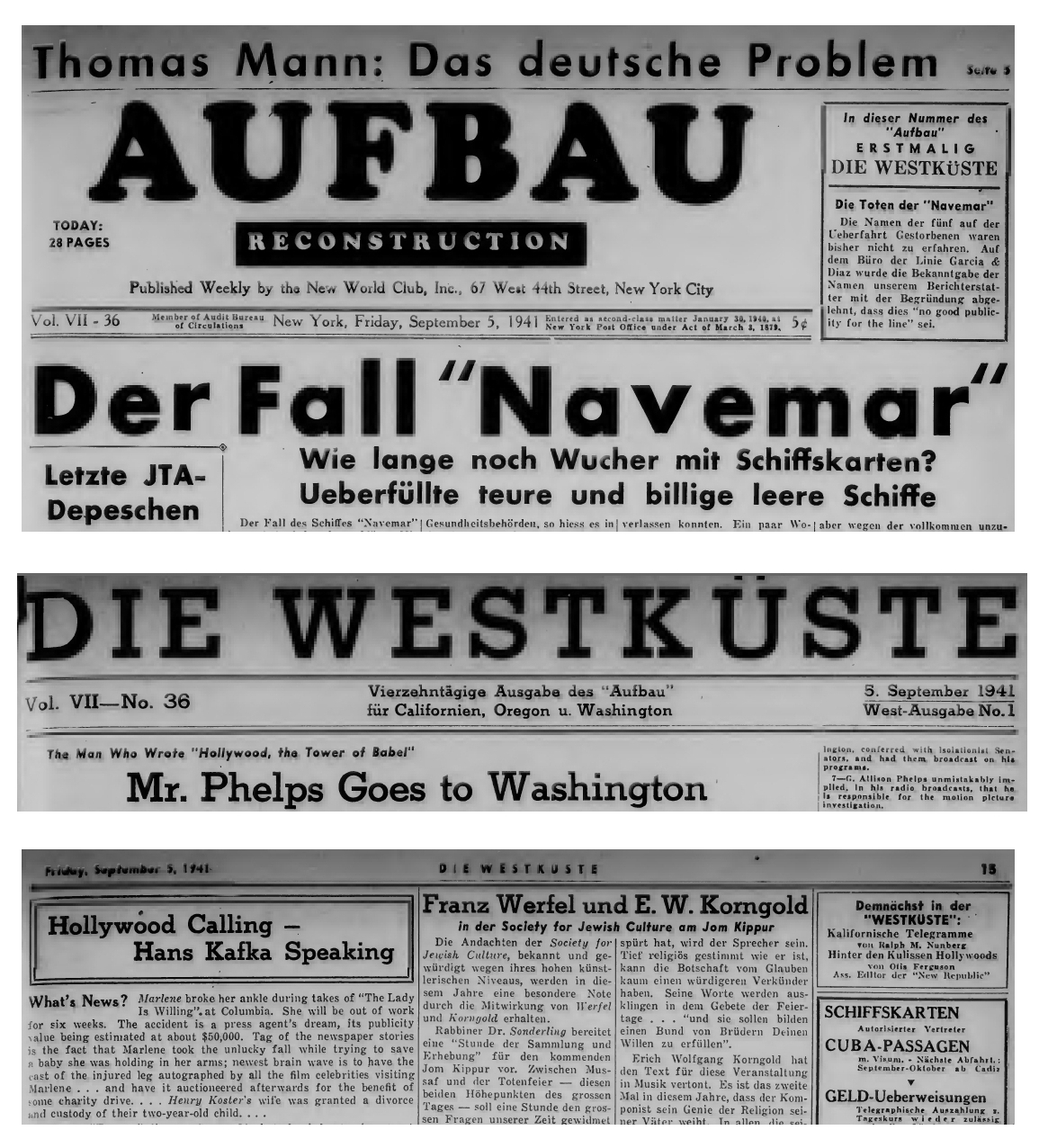
Titelkopf des Aufbau und der ersten Ausgabe der Westküste mit Kafkas erster Hollywood-Kolumne, 9. September 1941

Im Jahr 1940, als Kafka in die USA emigrierte, war Manfred George seit einem Jahr Chefredakteur des Aufbau. In Berlin war er bis 1933 Feuilletonchef der Berliner Tageszeitung Tempo gewesen, für die auch Kafka von 1930 bis 1933 als Theaterkritiker gearbeitet hatte. Kurz nach seiner Ankunft nahm Kafka Kontakt mit dem ehemaligen Kollegen auf, und als der Aufbau im September 1941 um die vierzehntäglich erscheinende Beilage Die Westküste erweitert werden sollte, wurde Kafka eine eigene Kolumne übertragen, die den Titel Hollywood Calling – Hans Kafka Speaking erhielt.
Kafkas Kolumne, die im Gegensatz zum Rest der sonst deutschsprachigen Zeitschrift in Englisch gehalten war, versorgte die Emigranten mit Neuigkeiten aus den Studios und hielt sie auch über die Aktivitäten der exilierten Schriftsteller, Musiker und Theaterleute auf dem Laufenden. Kafka erfüllte mit seiner Kolumne eine wichtige Mittlerfunktion für die deutschen Emigranten. Heute bilden seine Artikel eine wertvolle Quelle für die Filmgeschichte und über die Emigrantenszene in Kalifornien. Bis Januar 1947 erschien Kafkas Kolumne in über 130 Ausgaben der Westküste, dann beendete er seine Arbeit für den Aufbau, um sich in New York ganz seiner eigenen schriftstellerischen Arbeit zu widmen. Bis 1949 lieferte Kafka auch ein Dutzend andere Beiträge, unter anderem zum zehnjährigen Jubiläum des Aufbau den Artikel What our immigration did for Hollywood – and vice versa, in dem er die beachtliche Anzahl von 230 deutschsprachigen Autoren und Filmschaffenden aufführte, die in Kalifornien tätig waren.
Hinweis:
- Online-Ausgabe des Aufbau: archive.org
- Liste von Kafkas Hollywood-Kolumnen: Katalog der Deutschen Nationalbibliothek.
- Liste von Kafkas Artikeln im Aufbau, außer Hollywood-Kolumnen: #Zohn 1976.2, S. 64.

## Mitgliedschaften
- ab 1941 (?): Jewish Club of 1933.
- ab 1941: Writers’ Guild of America.